# Мотронинське городище
Мотронинське городище — городище скіфського часу VII — 2-ї половини V століть до н. е. Розташовувалося на краю великого лісового масиву в урочищі Холодний Яр поблизу села Мельники Черкаського району Черкаської області.
Виникло наприкінці VII століття до н. е. Найбільшого розвитку набуло у другій половині V століття до н. е.
Городище досліджували О. О. Бобринський, В. В. Хвойка, Є. Ф. Покровська, М. І. Вязмітіна, О. І. Тереножкін, В. А. Іллінська, експедиції Інституту археології НАН України (С. С. Бессонова, С. А. Скорий), спільна україно-польська експедиція Інституту археології НАН України та Національного історико-культурного заповідника «Чигирин» (С. А. Скорий, Я. Хохоровський).
Площа городища понад 200 га. Воно має форму овалу і складається з двох ліній укріплень: зовнішньої і внутрішньої. Трьома групами навколо нього розташовані курганні могильники із 80 насипів.
На городищі мешкало землеробсько-скотарське населення, яке входило до складу декількох територіальних общин на чолі з військовою аристократією. Певний прошарок складали ремісники і торгівці.
Населення займалось землеробством, осілим скотарством, виробництвом залізних і бронзових речей, гончарством.
Мотронинське городище було важливим економічним, політичним, торговельним і релігійним центром Середнього Подніпров'я.
З 2017 року дослідження городища продовжене Інститутом археології НАН України [Архівовано 16 жовтня 2021 у Wayback Machine.] в рамках роботи Скіфської Правобережної експедиції (керівник експедиції — О. Д. Могилов).
2021 року проведено дослідження дальньої групи курганів могильника городища під керівництвом О. Д. Могилова (Інститут археології НАН України).
Скіфська Правобережна експедиція що досліджує Мотронинське городище є базою для проходження польової археологічної практики студентів-істориків Криворізького державного педагогічного університету.